# Schwebebahnstation Wupperfeld
| Wupperfeld         | Wupperfeld          |
| ------------------ | ------------------- |
|                    |                     |
| Eröffnung:         | 27. Juni 1903       |
| Neubau:            | 2002                |
| Stadtteil:         | Oberbarmen          |
| Lage:              | Wasserstrecke       |
| Anschrift:         | Brändströmstraße 11 |
| Stationsnummer:    | 19                  |
| Streckenkilometer: | 12,6                |
| Stützen:           | 445–446             |
| Ehemalige Namen:   | Schillerbrücke      |

Die Schwebebahnstation Wupperfeld ist eine Station der Wuppertaler Schwebebahn im Stadtbezirk Oberbarmen der Stadt Wuppertal. Sie liegt auf der Wasserstrecke zwischen den Schwebebahnstationen Werther Brücke (Richtung Vohwinkel) und Oberbarmen Bahnhof (Richtung Oberbarmen).
Im Zuge der Schwebebahnmodernisierung wurde die Station 2002 komplett neu errichtet.

## Lage
Die nach dem Ortsteil Wupperfeld benannte Haltestelle befindet sich im Westen Oberbarmens direkt an der Grenze zum Bezirk Heckinghausen, deren Viertel und Orte sie auch erschließt. Sie befindet sich in der Nähe der Alten Kirche Wupperfeld, der Immanuelskirche sowie dem Stadtquartier Heidt.

## Architektur und Geschichte
Besonderheit der Station ist, dass sie in eine Kurve gebaut wurde. Wupperfeld ist zudem die am höchsten über der Wupper liegende Station. Sowohl der Vorgängerbau als auch die moderne Station haben eine seitliche Überdachung und werden direkt von der Brücke aus erschlossen.

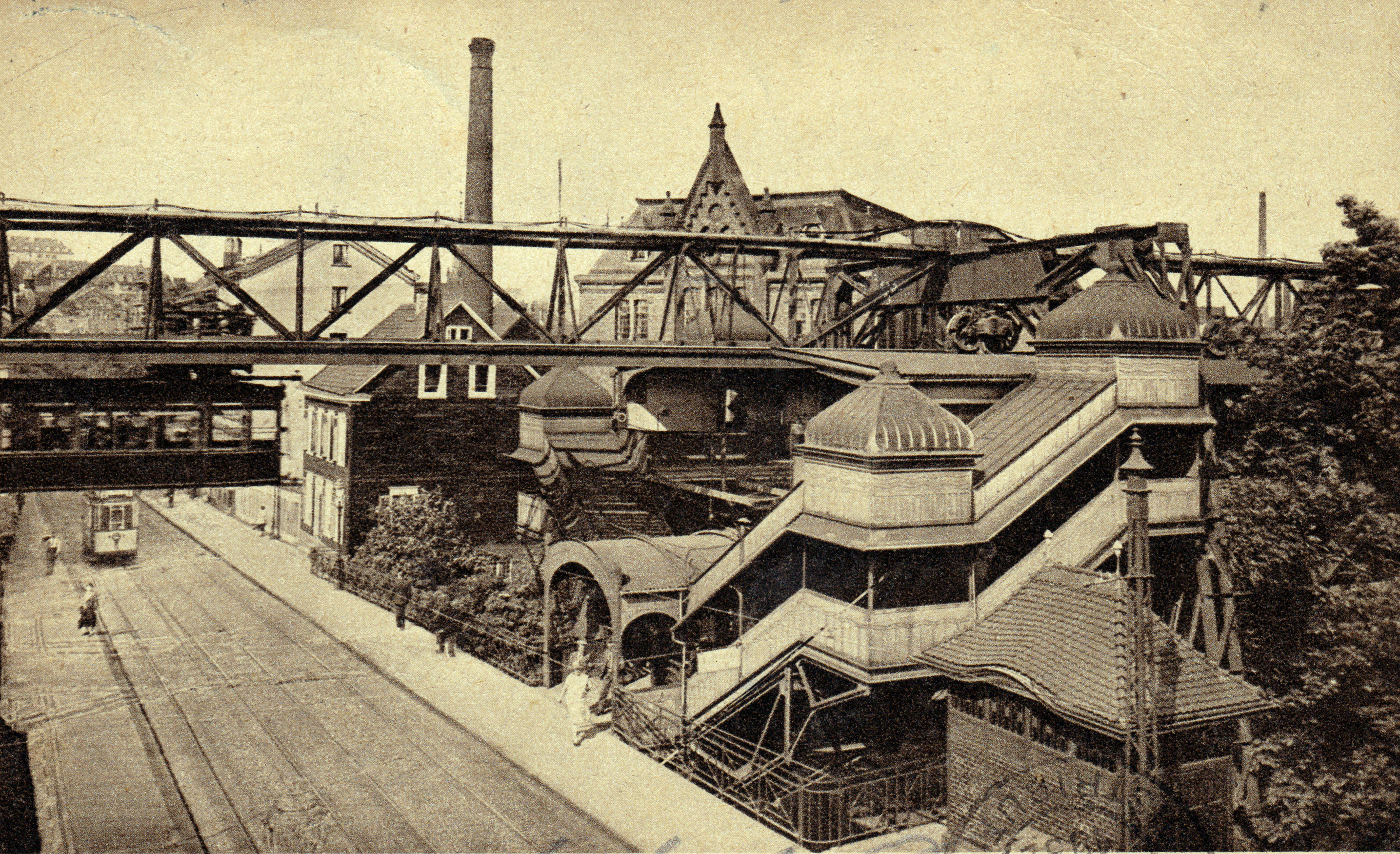
Frühere Station Wupperfeld (spätestens 1932)

Die Station liegt an der 1841 erbauten Wupperbrücke der Brändströmstraße, die bis 1935 Schillerstraße hieß. Die Station wurde daher auch Schillerbrücke genannt.
Der Entwurf des Neubaus stammt von der Architektin Claudia Drosdowski und wurde am 9. Juli 2002 fertiggestellt.

## Schwebebahn
| Linie | Verlauf | Takt    |
| ----- | --- | ------- |
| 60    | Vohwinkel Schwebebahn – Bruch – Hammerstein – Sonnborner Straße – Zoo/Stadion – Varresbecker Straße – Westende – Pestalozzistraße – Robert-Daum-Platz – Ohligsmühle/Stadthalle – Hauptbahnhof – Kluse – Landgericht – Völklinger Straße – Loher Brücke – Adlerbrücke – Alter Markt – Werther Brücke – Wupperfeld – Oberbarmen Bf | 3–5 min |

## Umsteigemöglichkeit
| Linie | Verlauf | Takt                                             |
| ----- | --- | ------------------------------------------------ |
| 332   | W-Barmen, Bahnhof – W-Oberbarmen, Wupperfeld – W-Wichlinghausen, Markt – Sprockhövel – Sprockhövel, Niedersprockhövel – Hattingen, Mitte                                                                                 | 60 min                                           |
| 608   | (W-Barmen Bahnhof –) W-Barmen, Alter Markt – W-Oberbarmen, Wupperfeld – W-Oberbarmen Bahnhof – W-Langerfeld, Dieselstraße Schleife (– Schwelm Bahnhof – Ennepetal, Busbahnhof)                                           | (30 min) 10–30 min (30 min) (So 30 min (60 min)) |
| 640   | W-Barmen, Clausenhof – W-Barmen Bahnhof – W-Oberbarmen, Wupperfeld – W-Barmen, Heidter Berg – W-Ronsdorf, Parkstraße – W-Ronsdorf, Am Stadtbahnhof – W-Ronsdorf, Echoer Straße                                           | 20 min (NVZ, Sa+So 30 min)                       |
| NE5   | W-Elberfeld, Hauptbahnhof – W-Unterbarmen, Friedhof – W-Barmen – W-Heckinghausen – W-Langerfeld, Markt – W-Nächstebreck – W-Oberbarmen Bahnhof – W-Oberbarmen, Wupperfeld – W-Barmen Bahnhof – W-Elberfeld, Hauptbahnhof | 60 min (nur Sa–So Nacht)                         |
| NE8   | W-Barmen Bahnhof – W-Oberbarmen, Wupperfeld – W-Oberbarmen Bahnhof – W-Beyenburg Mitte – W-Beyenburg, Grünental – W-Oberbarmen Bahnhof – W-Oberbarmen, Wupperfeld – W-Barmen Bahnhof                                     | eine Fahrt pro Tag (nur Sa–So Nacht)             |